# La Parisienne (magazine)
Pour les articles homonymes, voir La Parisienne.
Ne doit pas être confondu avec la revue littéraire du XXe siècle La Parisienne.
 (juin 2025).
La Parisienne est un ancien magazine mensuel féminin francophone, distribué avec le journal Le Parisien – Aujourd'hui en France du 2 octobre 2008 au 19 janvier 2021. Il est fondé par Christine Goguet. C'est aussi un site web de 2010 à 2021, qui se veut le reflet et le prolongement de la version papier.

## Contenu
Pour Jean Hornain, directeur général du quotidien du Groupe Amaury, « La Parisienne est dans le droit fil de notre stratégie de développement et de rayonnement de nos marques ». La Parisienne est un « vrai magazine féminin généraliste rédigé » autour du thème du « rêve accessible », selon Christine Goguet, Editeur de la Parisienne et des Suppléments avec le concept suivant : « le féminin qui se distingue ».
Trois grandes sections structurent le magazine : la première est Le journal de La Parisienne, un cahier d'inspiration qui présente les tendances mode et beauté ainsi que des sélections de rendez-vous et d'adresses ; la seconde section, Magazine traite du sujet en couverture mais aussi des sujets de société ; la dernière est consacrée au « Lifestyle » avec des sujets « voyages », « food », « déco ». Philippe Vandel y tient une chronique où il se fait « l'avocat du diable » des personnalités les plus attaquées. À partir de juin 2014, sa chronique ne paraît plus.
En septembre 2014, Nadia Le Brun en reprend la rédaction en chef en réalisant une nouvelle formule profondément remaniée et modernisée.

## Popularité
En mars 2014, le site LaParisienne.com comptabilise plus de 1,4 million de visiteurs uniques, ce qui en fait le dixième site Internet féminin français selon Médiamétrie.